# NGC 566
NGC 566 ist eine Linsenförmige Galaxie vom Hubble-Typ S0 im Sternbild Fische auf der Ekliptik. Sie ist schätzungsweise 248 Millionen Lichtjahre von der Milchstraße entfernt und hat einen Durchmesser von etwa 115.000 Lichtjahren.

Im selben Himmelsareal befindet sich u. a. die Galaxie NGC 571.
Das Objekt wurde am 22. November 1827 von dem britischen Astronomen John Herschel entdeckt.